# Left Behind (serie di romanzi)
Left Behind è una serie di romanzi fantastici-apocalittici scritti da Tim LaHaye e Jerry B. Jenkins e basati su una visione dispensazionalista, pretribolazionista e premillenarista delle profezie bibliche di Giovanni, Ezechiele e Daniele.
La serie conta sedici volumi e negli USA ha venduto più 65 milioni di copie.

## Trama
I sedici libri narrano delle avventure di coloro che sono stati "lasciati indietro" in seguito al Rapimento della Chiesa, avvenimento nel quale, prima dell'inizio della Tribolazione, i credenti sono stati portati in Paradiso, mentre il politico rumeno Nicolae Carpathia, segretario generale delle Nazioni Unite, forma un governo mondiale, la Global Community, rivelandosi poi come l'Anticristo in persona, che combatterà senza esclusione di colpi contro la Tribulation Force, un gruppo di "lasciati indietro" che dopo il Rapimento sono diventati credenti, prima della Seconda venuta di Gesù Cristo.

## Romanzi
La serie è costituita complessivamente da sedici romanzi pubblicati tra il 1995 e il 2007: dodici romanzi che narrano del periodo della Tribolazione dal Rapimento alla Seconda Venuta, più tre prequel ambientati prima del Rapimento e un seguito in conclusione della saga riguardante il Millennio e il Giudizio Universale.

### Serie della Tribolazione
- Gli esclusi (Left Behind),[2] 1995
- I castighi dell'apocalisse (Tribulation Force),[2] 1996
- Nicolae: l'ascesa dell'anticristo (Nicolae),[2] 1997
- I sette sigilli dell'Apocalisse (Soul Harvest),[2] 1999
- Apollyon, 1999
- Assassins, 1999
- The Indwelling, 2000
- The Mark, 2000
- Desecration, 2001
- The Remnant, 2002
- Armageddon, 2003
- Glorious Appearing, 2004

### Libri Prequel
- The Rising, 2005
- The Regime, 2006
- The Rapture, 2006

### Libri del Millennio
- Kingdom Come, 2007

## Left Behind: The Kids
La serie ha avuto una saga spin-off di romanzi brevi young adult rivolti ad un pubblico giovanile intitolata Left Behind: The Kids. La saga consiste di 40 volumi pubblicati tra il 1998 e il 2005 e si svolge parallelamente agli eventi della saga principale seguendo le vicende di un gruppo di adolescenti cristiani durante le vicende del Rapimento e della Tribolazione.

## Film tratti dai romanzi
- Prima dell'apocalisse (Left Behind: The Movie) (tratto da Gli esclusi), regia di Vic Sarin (2000)
- Prima dell'apocalisse 2 - Tribulation Force (Left Behind II: Tribulation Force) (tratto da I castighi dell'apocalisse), regia di Bill Corcoran (2002)
- Gli esclusi - Il mondo in guerra (Left Behind: World at War) (tratto dai capitoli finali de I castighi dell'apocalisse), regia di Craig R. Baxley (2005)
- Left Behind - La profezia (tratto dai primi capitoli de Gli esclusi), regia di Vic Armstrong (2014)
- Vanished: Left Behind - Next Generation (tratto dalla serie Left Behind: The Kids), regia di Larry A. McLean (2016)
- Left Behind: Rise of the Antichrist (seguito di Left Behind - La profezia, regia di Kevin Sorbo (2023)